# 莫迪博·西迪贝
莫迪博·西迪贝（1952年11月7日—），马里政治家，前马里总理（2007年至2011年）。
| 前任： 奥斯曼·优素菲·马伊加 | 马里总理 2007年至2011年 | 繼任： Cissé Mariam Kaïdama Sidibé |